# Río Maipo
Río Maipo är ett vattendrag i Chile. Det är belägen i den centrala delen av landet, 90 km väster om huvudstaden Santiago de Chile. Vattendragets källa är vulkanen Maipo och det mynnar ut i Stilla havet. 
Området kring Río Maipo består i huvudsak av gräsmarker och är ganska tätbefolkat, med 155 invånare per kvadratkilometer.